# Emir Dragulj
Emir Dragulj, né le 2 février 1939 à Mravinjac près de Goražde et mort le 23 mai 2022, est un graveur, lithographe et peintre bosnien.

## Biographie
Emir Dragulj naît le 2 février 1939 à Mravinjac.
Il étudie à l’Académie des Beaux-Arts de Belgrade chez M. Milunovic et B. Karanovic. Par la suite, il obtient une bourse pour étudier en Europe occidentale et au Maroc, ce qui lui permet d'étudier auprès de Gustave Marchoul à La Cambre, à Bruxelles, avec qui il reste en contact toute sa carrière.
Il est spécialisé dans la technique de l’aquatinte et est aussi peintre et lithographe.
Il meurt le 24 mai 2002.